# Stubła
Stubła (ukr. Стубла) – rzeka na Polesiu, lewy dopływ Horynia. Długość – 62 km. Powierzchnia zlewiska – 593 km².
Miasto nad Stubłą – Klewań.